# (8738) Saji
(8738) Saji est un astéroïde de la ceinture principale.

## Description
(8738) Saji est un astéroïde de la ceinture principale. Il fut découvert le 5 janvier 1997 à Saji par l'observatoire de Saji. Il présente une orbite caractérisée par un demi-grand axe de 2,22 UA, une excentricité de 0,23 et une inclinaison de 0,3° par rapport à l'écliptique.

## Compléments